# Melito di Napoli
Melito di Napoli ist eine italienische Gemeinde mit 36.334 Einwohnern (Stand 31. Dezember 2023) in der Metropolitanstadt Neapel, Region Kampanien.
Melito di Napoli grenzt an folgende Gemeinden Casandrino, Giugliano in Campania, Mugnano di Napoli, Neapel und Sant’Antimo.

## Bevölkerungsentwicklung
Zwischen 1991 und 2001 stieg die Einwohnerzahl von 20.095 auf 34.208. Dies entspricht einer prozentualen Zunahme von 70,2 %.